# Pagpag

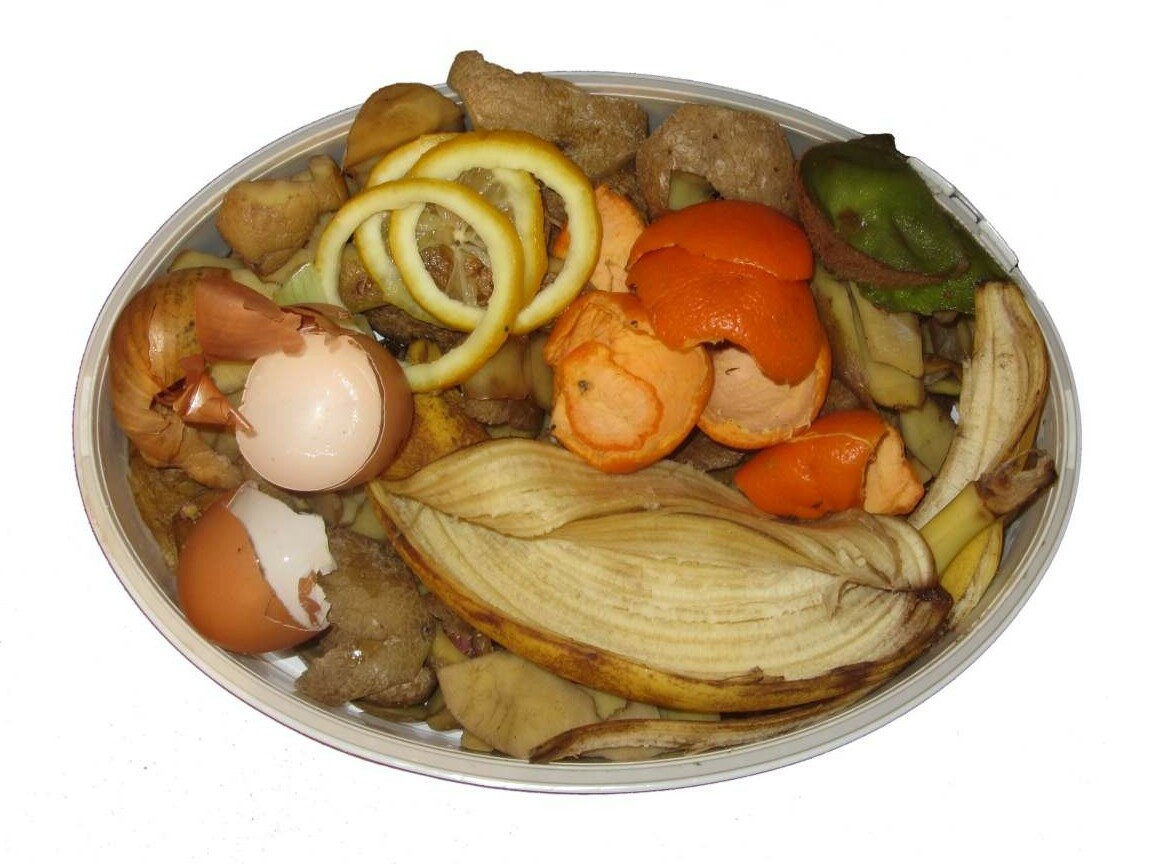
Not avoidable food waste

Pagpag là loại thức ăn thừa từ những nhà hàng (thường là từ nhà hàng thức ăn nhanh) được thu nhặt từ những đồ ăn thải loại ở các bãi rác sau đó được tái chế biến và nấu nướng ở Philippines. Thực phẩm Pagpag trong tiếng Tagalog cũng có thể là thịt (phổ biến là thịt gà), cá hoặc rau quả đông lạnh đã hết hạn sử dụng trong các siêu thị và chúng được nhặt từ những xe chở rác. Trong ngôn ngữ Tagalog, thuật ngữ này có nghĩa đen là "rũ sạch bụi bẩn" và nói đến hành động rũ sạch bụi bẩn khỏi phần ăn được từ thức ăn thừa. Pagpag có thể được ăn ngay sau khi được tìm thấy trong thùng rác hoặc chế biến theo nhiều cách khác nhau sau khi chúng được thu nhặt. 
Việc phải ăn loại thức ăn thải Pagpag nảy sinh từ nạn đói nghèo cùng cực ở Philippines. Bán pagpag là một hoạt động kinh doanh có lãi ở những khu vực có người nghèo sinh sống. Pagpag còn được gọi là batchoy, có nguồn gốc từ món ăn cùng tên ở Philippines. Những người nhặt thức ăn thừa từ rác được gọi là mambabatchoy. Vào tháng 02 năm 2018, kênh BBC đã có phóng sự chi tiết về Pagpag với một video quay tại một bãi rác và cận cảnh việc nhặt, chế biến món ăn này từ những thực phẩm rác rưởi thành những món ăn bắt mắt để bán cho dân lao động, phóng sự có tựa đề: Pagpag', từ bãi rác tới bàn ăn.